# Маркс, Джордж (футболист, 1999)
Джордж Маркс (англ. George Marks; род. 10 ноября 1999, Роли) — американский футболист, вратарь клуба MLS «Шарлотт».

## Карьера
Родился в Батон-Руже, в 2015 году присоединился к академии «Норт Каролины». В 2017 году впервые попал в заявку первой команды, а 14 декабря подписал первый профессиональный контракт на сезон 2018, который оставлял за игроком право выступать в NCAA. В 2018 году поступил в Клемсонский университет, где продолжил играть в футбол. За «Тайгерс» провёл 69 матчей, 21 из которых отстоял на ноль, став третьим игроком в истории команды. Дважды (в 2020 и в 2021 годах) включался во вторую сборную всех звёзд Конференции атлантического побережья. В свой выпускной год вместе с командой стал чемпионом NCAA и был назван самым выдающимся игроком турнира. Кроме того, в 2018 и 2021 годах выступал за вторую команду «Норт Каролины» в Лиге два ЮСЛ.
Гэри был выбран под 57-м номером в третьем раунде Супердрафта MLS 2022 года командой «Шарлотт». 22 февраля подписал с командой контракт с опцией продления до 2025 года. Дебютировал 21 апреля в матче Открытого кубка США против «Гринвилл Триумф». В MLS дебютировал 26 июня в матче против «Клёб де Фут Монреаль», пропустив два гола.

## Достижения

### Командные
«Клемсон Тайгерс»
- Чемпион NCAA: 2021

### Личные
- Самый выдающийся игрок NCAA: 2021
- Вторая сборная всех звёзд ACC: 2020, 2021